# Коттон, Лесли
Энн Лесли Коттон (англ. Ann Lesley Cotton; род. 1950, Кардифф, Великобритания) — британская предпринимательница, основатель неправительственной некоммерческой организации Camfed, занимающейся борьбой с бедностью в Африке путём предоставления женщинам доступа к образованию. В 2006 году её работа была отмечена Орденом Британской Империи.

## Биография
Энн Коттон родилась в Кардиффе в 1950 году в семье шахтёра. Работала учителем английского, в 1991 году отправилась в Африку для изучения проблем женского образования. За время путешествия она выяснила, что главной проблемой была бедность, а не культурные барьеры — малообеспеченные люди не могут дать образование всем своим детям, поэтому предпочитают вкладывать деньги в мальчиков, у которых больше карьерных перспектив. В 1993 году Котон организовала Camfed (Campaign for Female Education; кампания за женское образование). Одним из первых шагов была акция по продаже выпечки, которая помогла собрать деньги на обучение 32-х девочек из Зимбабве. С тех пор организация помогла трём миллионам детей в пяти африканских странах получить образование. Кроме того, Camfed обеспечивает около 1000 школ униформами и учебными принадлежностями. О связи с организацией заявляли актёры Морган Фримен и Эмма Стоун, писательница Дорис Лессинг.
За свою работу Коттон получила престижную образовательную награду «WISE Prize», признавалась женщиной года и социальным предпринимателем года в Великобритании, имеет награды за социальное предпринимательство от фондов Сколла и Ашока. Положительно о её работе отзывался премьер-министр Великобритании Дэвид Кэмерон. В 2006 году Коттон был вручён Орден Британской империи.